# المسرح المصري (دلتا، كولورادو)
المسرح المصري في دلتا، كولورادو، الولايات المتحدة، هو دار سينما إحياء مصرية. تم افتتاح المسرح الذي يتسع لـ750 مقعدًا في عام 1928 في ذروة الموضة لدور السينما المصممة بشكل موضوعي. تم تصميمه من قبل مونتانا فاليس، التي صممت مسرح المايا في دنفر.

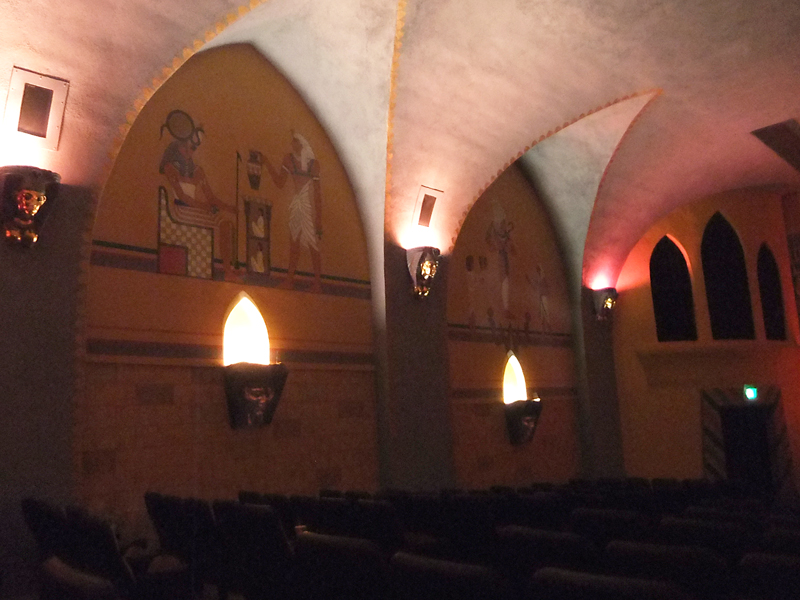
تفاصيل الجدار الداخلي للمسرح المصري التاريخي في الدلتا، كولورادو

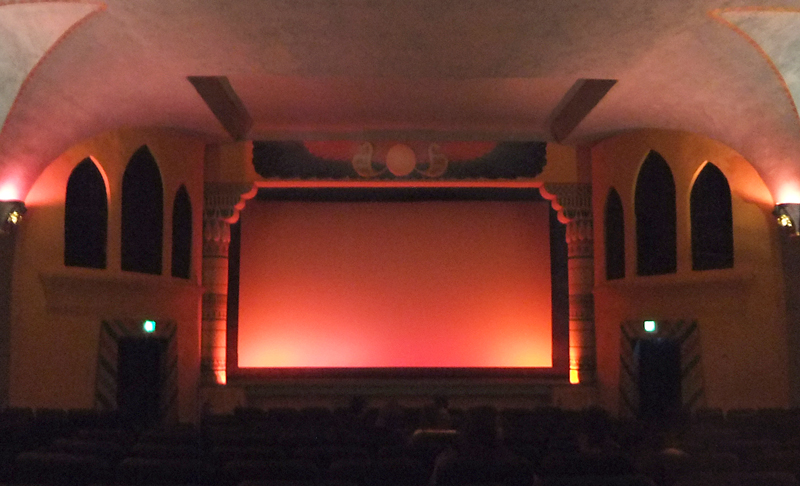
المنظر نحو الشاشة داخل المسرح المصري التاريخي.

يُعرف المسرح المصري بأنه أحد المواقع الأولى للترقية التي ابتكرها المدير الإقليمي لشركة توينتيث سينشوري ستوديوز، تشارلز ييغر، خلال الثلاثينيات عندما كانت الأعمال التجارية سيئة في مسارح كولورادو الصغيرة التي يديرها. منحت «ليلة البنك» 30 دولارًا إلى مستفيد عشوائي مرة واحدة في الأسبوع. أدى الترويج إلى تحسين الحضور والحفاظ على المسارح في الأعمال التجارية. تم توسيع برنامج تشارلز ييغر التجريبي في كولورادو بحيث أصبح الترويج بحلول عام 1936 قيد الاستخدام في 4000 دار سينما في الولايات المتحدة.
بعد سنوات من التدهور والإهمال، تمت استعادة المسرح في التسعينيات، وأعيد افتتاحه في عام 1997 كمسرح مجتمعي. ثم تم تجديده مرة أخرى في عام 2009 لاستيعاب تقنية ثلاثية الأبعاد جديدة رائدة.